# Indopinnixa sipunculana
Indopinnixa sipunculana is een krabbensoort uit de familie van de Pinnotheridae. De wetenschappelijke naam van de soort is voor het eerst geldig gepubliceerd in 1987 door Manning & Morton.